# Municipio de Hall (Dakota del Sur)
El municipio de Hall (en inglés: Hall Township) es un municipio ubicado en el condado de Perkins en el estado estadounidense de Dakota del Sur. En el año 2010 tenía una población de 18 habitantes y una densidad poblacional de 0,2 personas por km².

## Geografía
El municipio de Hall se encuentra ubicado en las coordenadas 45°20′46″N 102°32′46″O / 45.34611, -102.54611. Según la Oficina del Censo de los Estados Unidos, el municipio tiene una superficie total de 92.21 km², de la cual 92,06 km² corresponden a tierra firme y (0,16 %) 0,15 km² es agua.

## Demografía
Según el censo de 2010, había 18 personas residiendo en el municipio de Hall. La densidad de población era de 0,2 hab./km². De los 18 habitantes, el municipio de Hall estaba compuesto por el 94,44 % blancos y el 5,56 % eran de una mezcla de razas. Del total de la población el 0 % eran hispanos o latinos de cualquier raza.